# Oberea demissa
Oberea demissa là một loài bọ cánh cứng trong họ Cerambycidae.